# Роги (Дубоссарский район)
Роги (рум. и молд. Роги, Roghi) — село в Дубоссарском районе Приднестровской Молдавской Республики. Согласно административно-территориальному делению Приднестровской Молдавской Республики, подчинено городскому совету г. Дубоссары.
Согласно административно-территориальному делению Молдовы село Роги, наряду с селом Новая Моловата, входит в состав коммуны Новая Моловата.

## География
Село расположено на высоте 79 метров над уровнем моря. Расстояние — 10 км до г. Дубоссары (или 5 км до окраины г. Дубоссары)
. Его относительно крутая холмистость служит иллюстрацией постепенного увеличения активности рельефа региона в направлении с юга на север и образует одну из самых живописных местностей в среднем течении Днестра.
В окрестностях села на поверхность днестровского склона выходят несколько родников. Вблизи села находится каньон с небольшим водопадом, образованный ручьем, с питьевой водой. Исторически местность привлекали людей укромностью крутых поросших лесом и кустарником днестровских берегов, мягким микроклиматом, доступностью и разнообразием строительного камня, множеством родников с холодной чистой водой, обилием дичи и рыбы, плодородными чернозёмными почвами «на плато». На участке Днестра в окрестностях села Роги издревле ловят судака, щуку, леща, окуня и плотву.

## Топонимика
В историографических источниках отсутствуют документальные сведения о происхождении названия села. Народная молва использует несколько версий происхождения топонима «Роги». Согласно первой из них, название «Роги» обязано месторасположению села у крутой излучины (меандра или «рогатки») реки Днестр, образующей здесь изгиб русла по форме напоминающее рог. Это версия считается наиболее вероятной. Вторая версия образования топонима связана с ростом на склонах села кустарников кизила – «коарне» на молдавском, «рога» – в переводе на русский язык.  По третьей версии имя селу дала скотоводческая специализация сельчан. Автором четвёртой версии является исследователь романской диалектологии М.В. Сергиевский. По его мнению, название села образовалось от молдавского слова «рохий» или румынского «rofii», что переводится как «шишка у грудных детей».
На карте Новоприобретённой области от Порты Отоманской, присоединённой к Екатеринославскому наместничеству поселение присутствует под названием – Рогея.
В период начала обострения отношений между двумя берегами Днестра на молдавском телевидении и радио существовала практика произношения названия села как «Рогь» по причине неверного произношения последней буквы «и». В латинской транслитерации на румынском языке название села пишется как «Roghi» и буква «i» имеет три произношения как «и», «й» и «ь». Такой вариант произношения названия села категорически отвергается местными жителями, поскольку отсылает к простонародному молдавскому произношению слова «робь» – от молдавского «рабы».
По свидетельствам старожилов в отношении селян ранее использовались несколько катойконимов (именование жителей определённой местности): 1) быткарь (от молдавского «быткэ» – дубинка) за драчливость местных жителей; 2) шорковарь (от молдавского «шорков» – шелковица) на территории села росла шелковица. В настоящее время эти слова не употребляются. Жителей села Роги собирательно называют «роговчане».

## Архитектурно-планировочная организация
На протяжении столетий сельская застройка распространялась по краю террасы над долиной Днестра, вдоль дорог, ведущих из Новой Маловаты, Кочиер и Дубоссар на север и восток района. Отсюда и поговорка «Все дороги ведут в Роги». Село имеет несколько вытянутую конфигурацию вдоль берега Дубоссарского водохранилища – его застройка сужается с запада на восток. Через центр села проходит овраг «Рыпа луй мош Фоникэ» - «Овраг дедушки Фони (Афанасий)».
В архитектурно-планировочной организации села выделяется четкая радиально-лучевая планировка улиц, расходящимися из центра улицами. Это свидетельствует о весьма почтенном возрасте села. Здесь всё – и планировка, и народная архитектура, и даже название тесно связаны с географическими особенностями местности.
Главная и, вероятно, первая улица села, от которой и началось его развитие – Днестровская. На ней расположены основные общественные учреждения села – Госадминистрация, церковь, школа, клуб, фельдшерско-акушерский пункт, детский сад, отделение связи и Сбербанка, магазин. Названия других улиц – Бориса Главана, Ворошилова, Гагарина, Комсомольская, Котовского, Лермонтова, Мира, Молодёжная.
В настоящее время территория села – 0,62 км². Село полностью газифицировано, обеспечено центральным водоснабжением (также на территории села работают 13 шахтных колодцев) и электричеством (новые линии электропередач, старые советские линии были разрушены в ходе войны 1992 г.), телефонизировано. Услуги интернет-коммуникации и мобильной связи роговчанам оказывает СЗАО «Интерднестрком».
Улицы проложены по рельефу естественно и свободно так, что при виде с вертолёта или дрона образуют нечто похожее на паутину. Такую планировку называют радиально-лучевой – улицы и переулки веером расходятся от исторического центра села. 
Постройки в селе выполнены из местного материала – пильного известняка-ракушечника, превышающего по прочности одесский. Кладка камня осуществлена на глиняно-песчаном растворе. Характерны для села каменные заборы, выложенные насухо из бутового камня. Народная архитектура сохранила свою преемственность вплоть до советского времени: дома 1910 и 1962 годов постройки внешне мало чем отличаются.
Образы традиционных домов роговчан запечатлены на некоторых старинных фотографиях и сохранившихся и полуразрушенных домов.  Для их архитектуры характерны элементы традиционного народного жилища молдаван: резные колонны и приспы. Особенностью архитектуры села являются полувальмовые кровли (голландские крыши с чердачным пространством), скромные орнаменты, даты постройки и инициалы хозяев на фронтонах. Во дворе каждого дома находится характерный полукруглый погреб. Преемственность в строительстве, а также скупость изобразительных приемов исходит из внешней простоты уклада крестьянской жизни.
Резко контрастирует с народной колоритной архитектурой здание таможенной заставы, построенное в 1900 г. Его казённый и лаконичный вид сразу говорит об административном назначении здания. Такая стилистика была характерна тогда для подобных сооружений в царской России.
На юго-восточной окраине села расположено старинное сельское кладбище, захоронения на котором восходят к середине XVIII в.

## История

### XVIII век
Роги – старинное село, в истории которого отразились события трех веков истории нашего края. Возникновение села, вероятно, относится к началу XVIII в. или по крайней мере к первой его половине. Село упоминается в нескольких документальных источниках, датированных разными периодами. Так, на исторической карте Польши от 1667 г., выпущенной в Англии, на месте нынешних Рог указан город с крепостью (вероятнее, укрепленное татарское стойбище) Татар-Кайнар. Первое письменное упоминание о селе Роги относится к 1768 г., вероятно, в документах очередной русско-турецкой войны. Но, по всей видимости, поселение здесь возникло гораздо раньше этой даты. К концу восемнадцатого столетия это было довольно большое поселение. В период русско-турецкой войны 1768—1774 гг. в 1772 г. 52 семьи из Дубоссар, Рогов, Моловаты, Кочиер, Кошницы переселились, спасаясь от турецко-татарских грабежей, в правобережные села Трушены, Скорены, Дурлешты и др..
В турецком документе 1779 г. Роги упоминаются как молдавское село в ряду поселений, протянувшихся цепочкой вдоль русла Ягорлыка и далее на юг по долине Днестра . Сергиевский М.В. утверждает, что село Роги впервые упоминается в 1792 г. под названием Рогея. Церковная летопись упоминает село в 1790 г..
Франц де Волан пишет: «Эта деревня расположена в маленькой лощине, которая находится в речном берегу... Здесь 27 семей, столько же домов и церковь. 3 колодца поставляют очень хорошую воду».
По данным ревизии 1792 г. в Рогах уже проживали 146 человек, в 1793 г. – 156, в 1795 г. – 116, в 1799 г. – 130 жителей.
Обращает на себя внимание резкое сокращение численности населения села после 1793 г. Это объясняется небывалой засухой, неурожаем и падежом скота, охвативших села Поднестровья и приведших к голоду и распространению эпидемий.

### XIX век
В начале XIX в. Роги упоминается как: «…крупное молдавское село, расположенное на левом берегу Днестра» .
Обеспеченность государственных крестьян села Роги лошадьми и рогатым скотом (1820 г.): число дворов – 35, лошади – 31 (всего на двор – 0,9), рогатый скот – 198 (всего на двор – 5,7). Помимо лошадей и коров жители села держали свиней, коз, овец, разнообразную птицу, занимались пчеловодством, рыбной ловлей и охотой.
В 1841 г. пятеро молодых парней нанялись вольными матросами в Черноморский флот.
Во второй половине 40-х гг. XIX в. в селе Роги насчитывалось 332 молдавских жителя.
В 1848 г. архиепископ Гавриил отмечает у села Роги руины прежде бывшего тут Роговского монастыря. Также в «Хронологическо-историческом описании церквей Херсонской и Таврической губерний» архиепископ Гавриил пишет «Жители села Рогов, добродушные молдаване, которые сохраняют немало ещё обычаев отеческих, особенно почтительны и уважительны к старшим... Владеют весьма выгодными землями и достаточное имеют скотоводство. Говорят по-молдавскому, но знают и по-русски. Служба совершается на обоих языках». Также Архиепископ Гавриил, побывав в селе, писал о том, что местные жители не имеют своих ремесленников, плотников, а место кузнецов занимают у них цыгане. Также он отмечает, что ключи, берущие начало на склонах днестровской долины впадали в пруд, полный рыбы.
Численность населения села была неустойчива – при высокой рождаемости и многодетности семей, высоки были заболеваемость и смертность, а продолжительность жизни коротка. Частые засухи, неурожаи, голод и болезни существенно сокращали жизнь крестьян. Так, в середине XIX в. в селе насчитывалось 61 двор, две ветряных мельницы. Принадлежит Ведомству Государственных имуществ.
В 1850 г. в селе Роги насчитывалось 163 души казенных крестьян. Жители занимаются хлебопашеством, овцеводством, разведением табака и шелководством. У них есть также небольшие виноградные и фруктовые сады.
Согласно данным церковного учёта в середине 1850-х гг. в селе насчитывался 431 житель. В этот период на одну мужскую душу было отведено по 8 десятин земли.
По данным Херсонского архива 1859 г. значится «казенная деревня Роги Тираспольского уезда, расположена по левую сторону почтовой дороги из г. Дубоссар в Новоархангельск Елизаветградского уезда. Деревня стоит при реке Днестр, число дворов 85, число жителей – 424 (мужчин – 202, женщин – 222)».
В «Списке населенных мест Херсонской губернии» 1896 г. указано, что «село Роги при реке Днестр находится в Лунговской волости Тираспольского уезда. Село состоит из 141 крестьянского двора, число жителей — 651 (324 мужчины и 327 женщин). В селе имеется православная церковь, винный погреб, каменоломни по добыче известняка. До земской почтовой и пароходной станции пристани в Дубоссарах – 7 верст до железнодорожной станции в Кишиневе – 52 версты».
В 1870—1873 гг. в селе насчитывалось 9 хозяйств, имеющих виноградники, а к периоду с 1895 по 1897 г. их число выросло до 104. За рассматриваемый период площадь виноградных насаждений выросла с 2,3 до 34 дес.. В селе имеется общинный винный погреб.
В конце XIX в. крестьяне села сильно страдали от частых засух, неурожаев, голода и роста долгов. В 1891 г. катастрофическая засуха привела к недороду, дефициту продовольственного зерна и росту долгов. Для их покрытия сельская община вынуждена была одолжить 372 пуда пшеницы, 188 пуда ячменя, 920 пудов кукурузы. В 1893 и 1896 гг. засухи вновь поставили Роги на грань разорения и община вынуждена была одолжить ещё 634 пуда зерна. Налоговое бремя растет, и владельцы 1092 десятин крестьянских земель остаются должны казне 768 рублей 07 копеек, но с учётом недоимки сумма увеличивается ещё на 259 рублей 14 копеек. В 1900 г. разразилась очередная засуха и крестьяне вновь вынуждены были брать в дол ржаное и кукурузное зерно на общую сумму – 1060 рублей 20 копеек.   
Ориентировочно в 1900 г. на территории села была построена так называемая «Застава», здания которой существуют и в наше время, одно строение использовалось под сельскую школу, другое – под сельский клуб, остальное — как территория и склады колхоза.

### Начало XX века
По состоянию на 1 января 1906 г. в Рогах насчитывалось 167 дворов, в которых проживали 824 человека (431 мужчина и 393 женщины).
До Революции 1905 г. село Роги входило в состав Лунговской волости Тираспольского уезда Херсонской губернии. На карте Тираспольского уезда 1909 г. оно обозначено двумя кружками как бывшее казенное село. Это значит, что крестьяне села принадлежали российскому государству, а не помещику. Также на карте обозначено наличие в селе земской школы, т.е. школы народного образования с совместным финансированием государства, сельских обществ и волостей. Контролировались земские школы Министерством народного просвещения Российской Империи.
15 декабря 1914 г. была открыта начальная школа, в которой обучались 48 мальчиков и 25 девочек. С 1 января 1915 г. начала функционировать сельская публичная библиотека, в фондах которой насчитывалось 474 книги, а читателями стали 222 грамотных жителя села.
По статистическим данным 1916 г. в селе проживало 780 человек, было 186 крестьянских дворов, было образовано сельское земельное общество. 
В 1918 г. в Рогах создается комбед и первые небольшие коллективные хозяйства. Коллективизация в селе шла сложно – против неё выступали зажиточные крестьяне «кулаки», крепкие «единоличники» и местный батюшка. Советская власть отвечала на противодействия репрессиями. Особенно ненавистна крестьянам была продразвёрстка – конфискация зерна. Тотальная бедность, неурожаи и голод часто преследовали роговчан и благоприятствовали частым вспышкам эпидемий холеры, чумы, тифа. Также жители села страдали от чахотки (туберкулеза) и пеллагры.
С оккупацией румынами Бессарабии в 1918 г. западная граница Советской России прошла по Днестру и село стало приграничным. В 1919 г. село страдало сначала от грабежей различных банд, а затем от последствий тотальной коллективизации и раскулачивания. После установления Советской власти, в 20-х начинается коллективизация сельского хозяйства, электрификация и радиофикация села. Продолжающиеся конфискации зерна и скота и репрессивные меры новой власти неоднократно приводили к голоду и попыткам крестьян бежать на правый берег, в Бессарабию. Голодали и члены колхоза «Молдова сочиалистэ», труд колхозников не оплачивался и руководство хозяйства вынуждено было покупать продовольствие у кооперативного потребительского товарищества. Введение в 1923 г. продналога существенно ослабило социальную напряженность в селе.

### В составе Молдавской АССР
С образованием Молдавской АССР в 1924 г. в Рогах была размещена погранзастава 25-го Молдавского отряда пограничной охраны ОГПУ СССР. В 1925 г. большинство крестьян села Роги, входивших в состав сельского земельного общества, вступили в крупный коржевский колхоз «1 Мая».
Любое недовольство советским строем или отношения с родственниками, живущими в Бессарабии, рассматривались властями как повод для карательных мер. Несколько семей были репрессированы, осуждены на исправительные трудовые работы и отсидку в тюрьме.
По данным советских органов в 1932 г. в селе голодало 85 хозяйств. Колхозницы, жит[ели] с. Роги Дубоссарского района Стогул Елена и Касьянова Анна (вдовы) со своими семьями голодают. Они беспрерывно работали в колхозе и имеют по 400 трудодней. В силу того, что колхоз им помощи не оказывает (получен[ные] продукты за трудодни они израсходовали), Стогул и Касьянова ежедневно приходят в канцелярию колхоза и кричат: «Очевидно, не нужно работать в колхозе, а надо больше заботиться о своем необобществленном хозяйстве. Мы хотели добросовестно работать в колхозе и, в результате, мы голодаем с семьями!» Примечание: Стогул и Касьянова имеют в индивидуальном пользовании интенсивный клин, который ими не обработан, так как они все лето были заняты работой в колхозе».
Коллективизация набирала обороты и по состоянию на 15 марта 1935 г. в селе Роги 91% дворов были коллективизированы. В 1938 г. был репрессирован Аксентий Болгар, а Сава Тодирка за антисоветскую агитацию был приговорен к смертной казни. Также за период с 1930 по 1940 гг. были репрессивные представители семей Гацкан, Чеботарь, Гидиримских, Македонских, Можейко, Стасиевых, Таран, Урсу, Войцеховских.
Накануне Великой Отечественной войны в окрестностях села на крутом берегу Днестра стали возводить доты Тираспольского укрепрайона (ТиУР). Участок берега Днестра входил в состав Второго батальонного района ТиУРа: Роги – Маловата – Коржево.
После перехода Бессарабии под контроль СССР и образования Молдавской ССР в июне-августе 1940 г. 10 ноября была проведена перепись населения новой союзной республики – в селе Роги Дубоссарского района было зарегистрировано 789 жителей.

### В годыВеликой Отечественной войны
Через месяц после нападения Германии на Советский Союз военные действия непосредственно приблизились к Днестру. 25 июля 1941 г., во второй половине дня немцы начали переправу в пунктах Маловатое и Кочиеры, переправив на восточный берег до полка пехоты и заняв рубеж Роги – Коржево. В течение суток 50-я пехотная дивизия немцев захватила и расширяет плацдарм севернее Дубоссар.
Уже в начале осени немецко-румынские оккупанты начали карательные акции против мирного населения Дубоссарского района. Так, 1 сентября 1941 г. был расстрелян 21 житель сел Кочиеры, Магала, Коржево, Роги. В период оккупации немцы и румыны использовали жителей села на сельскохозяйственных, дорожных и фортификационных работах.
После разгромов вермахта под Сталинградом, на Курской дуге и на Днепре фронт неуклонно приближался к Приднестровью. В Рогах распространялись антифашистские листовки, информирующие население о победах Красной Армии и приближении скорого освобождения. В начале весны 1944 г. войска 2-го Украинского фронта под командованием маршала Ивана Конева начали крупную Уманско-Ботошанскую операцию, приведшую к освобождению северных районов Приднестровья.
В апреле 1944 г. на дальних подступах к Дубоссарам велись ожесточенные бои. Непосредственно на территории села боев в Рогах не велось. 4 апреля 1944 г. части 53-й армии 2-го Украинского фронта под командованием генерала Ивана Манагарова взяли под контроль сёла Михайловка, Гармацкое, Цыбулёвку, Ягорлык и вышли на берег Днестра. Советская пехота продвинулась и восточнее речки Ягорлык, освободив сёла Дубово, Койково и Дойбаны. Однако у балки Сухой Ягорлык немцы нанесли контрудар девятью танками и семью бронетранспортёрами. Удар пришёлся на 94-ю пехотную дивизию и армейский отряд 1-го Отдельного Гвардейского Краснознаменного Мотоциклетного полка, который подходил к Дубоссарам вместе с частями 53-й армии. В результате мотоциклетный полк потерял одну артиллерийскую установку и был вынужден отойти. Остановилось и наступление советской пехоты. Если западнее правый фланг 53-й армии схватился за Днестр и готовился к переправе, то её центр увяз в позиционных боях на подступах к Дубоссарам. Для развертывания наступления на Дубоссары и занятие переправ через Днестр потребовалась целая неделя – 11 апреля 53-я армия не смогла завершить день взятием Дубоссар. Советские войска, организовав переправу на правый берег, пытались отрезать вермахту отступление с левого берега. Сказывались недостаток людей (в дивизиях насчитывалось по несколько сотен активных штыков, тогда как по штату должно быть 10 тыс. человек), отставание из-за весеннего бездорожья тыловых частей снабжения и артиллерии. Ночью 12 апреля 1944 г. вермахт оставил город Дубоссары, взорвал переправы и закрепился на правом берегу Днестра, пытаясь сдержать наступление частей 53-й армии с севера. К 6:00 советская пехота зачистила город и установила контроль над его окрестностями – сёлами [Роги (Дубоссарский район) | Роги], Кочиеры, Новая Маловата.
Согласно архивам порядка сотни роговчан участвовали в Великой Отечественной войне в составе второго Украинского фронта. За героизм и отвагу многие из них отмечены орденами и медалями. Порядка 40 из них пали на полях сражений и похоронены в братских могилах на территории современной Украины, Румынии, Венгрии, Германии. Сельчане помнят и чтят память героев, павших в Великой Отечественной войне.
В период подготовки и проведения Ясско-Кишинёвской операции в селе располагался военный госпиталь, и многие советские солдаты умерли в нём от тяжелых ранений. Эхо Великой Отечественной войны и в наши дни дает знать о себе – в 2018 г. ходе строительных работ в селе Роги были найдены останки немецких военнослужащих, погибших весной 1944 г.

### Послевоенный период
Разграбленное отступающими немцами и румынами село почти обезлюдело – в нём осталось несколько сотен жителей – в основном старики, женщины и дети. Мужчины возвращались в село с фронта, с окрестных сел и городов – обустраивались и восстанавливали разрушенные быт и хозяйство. Рабочих рук остро не хватало. Многие вернулись в родное село с войны инвалидами, не пригодными к тяжелому труду на колхозных полях и в садах.
В 1944 г. и в последующие годы ряд жителей села были репрессированы за сотрудничество с немецко-румынскими оккупантами. Некоторые были депортированы в ГУЛАГ. 
После Великой Отечественной войны земли села перешли в состав коржевского колхоза «Путь коммунизма». В послевоенные годы роговские бригады в основном специализировались на культивировании зерновых и технических культур. Послевоенные годы были голодными и роговчанам не хватало продовольствия. Позднее начинают возрождаться трудоемкие садоводство, виноградарство и овощеводство. Спустя пять лет после установления мирной жизни численность населения села так и не достигла довоенного уровня. Перепись населения СССР 1 августа 1949 г. зафиксировала в селе 687 жителей, из них 677 молдаван, 8 русских и 2 украинца.
В 1955 г. после заполнения водохранилища Дубоссарской ГЭС под воду ушли сады, виноградники и огороды, расположенные на берегу в пойме Днестра.
В 1980—1982 гг. земельные угодья села включают в состав Кучиерского и Моловатского колхоза им. «XXIII съезда КПСС» – здесь была создана садово-овощеводческая бригада. Позднее сельскохозяйственные угодья села вошли в состав нового колхоза «Извораш».
В период «колхозного строя» в селе вводятся в эксплуатацию восьмилетняя школа, клуб с киноустановкой, библиотека, фельдшерско-акушерский клуб, детские ясли-сад, магазин, отделение связи. Возведен памятник воинам, павшим в Великой Отечественной войне.

### В составеПриднестровской Молдавской Республики
В период приднестровской войны в 1992 г. территория села оказалась между вооруженными позициями сторон: молдавской со стороны села Кочиеры и приднестровской со стороны Рыбницкой трассы (трасса Тирасполь-Каменка).
22 мая 1992 г. бои шли на территории села с привлечением бронетанковой техники и ракетных установок системы «Алазань». Вооруженные силы ПМР выбили молдавских комбатантов и установили контроль над селом.  
Оказавшись на линии фронта, за редким исключением, роговчане не вовлеклись в качестве участников боевых действий. В результате боевых действий в разной степени были повреждены жилые дома сельчан – разрушены крыши и фасады домов, выбиты оконные стекла.
До 1993 г. село Роги формально входило в состав Моловатского сельского Совета. В сентябре 1993 г. образовывается отдельный – Роговской сельский Совет в составе Дубоссарского района ПМР.
Несмотря на определённость административной принадлежности села к Дубоссарскому р-ну ПМР и распространение юрисдикции ПМР на территории села политический статус села оспаривается молдавской стороной и согласно территориально-административному делению Республики Молдова село Роги относится к сельскому совету («Primării») села [Новое Моловата]. 
Путаница с политическим статусом села Роги во многом связана с юрисдикцией местной школы. В 1990 году, обучение в школе, как и в других школах МССР с преподаванием на молдавском языке, было переведено с кириллической графики на латинскую графику. На начальном этапе молдо-приднестровского конфликта сама школа и её коллектив стали для роговчан проводниками молдавской политики. В этот период школу, для встречи с коллективом учителей и родителями учеников неоднократно посещали молдавские функционеры, в том числе премьер-министр Республики Молдова А.Н. Сангели.
До 1994 г. администрация школы получала финансирование из бюджета ПМР и при этом она смогла отстоять у приднестровских властей возможность преподавания на румынском языке. В 1994 году приднестровскими властями было введено в эксплуатацию двухэтажное здание новой школы, строительство которой шло с конца 80-х гг. В 1994/1995 учебном году работа школы продолжилось в новом здании. В 1995/1996 учебном году приднестровские власти смогли добиться от администрации школы перевод учебного процесса на стандарты Министерства просвещения ПМР и языком преподавания в школе стал молдавский язык на основе кириллицы. В этот период часть учеников перешли учиться в школу соседнего села Кочиеры. Для них был выделен бесплатный регулярный автобус. Начиная с 1996 г. школа изменила свой статус со школы на гимназию и финансируется бюджетом Республики Молдова и с тех пор преподавание ведется на молдавском языке на основе латиницы. 
С января 2003 года администрация гимназии первая из 8-ми школ с преподаванием на румынском на территории Приднестровья получила от Министерства юстиции ПМР сертификат о постоянной регистрации в качестве частной школы. Срок действия свидетельства не ограничен. Образовательный процесс осуществляется в новом здании по адресу ул. Днестровская, 18 на условиях аренды у администрации Дубоссарского р-на ПМР. Гимназия оборудована современной мебелью, техникой. На её территории благоустроены футбольный стадион, площадка со спортивным инвентарем, детская площадка.  
Согласно отчету ОБСЕ по вопросам положения этих школ на территории Приднестровья «Отношения между этой школой и местными властями села с преимущественно молдавским населением, как правило, были более конструктивными, чем в других населенных пунктах» .
За отмеченный период существенно сократилось численность учеников школы. В 1992/1993 учебном году в ней обучались 125 школьников. В 2012/2013 учебном году – 75 школьников. В последние годы количество учеников школы составляет около 50 детей. Проблематика школ с преподаванием на румынском языке, функционирующих на территории Приднестровья, является важной составляющей молдо-приднестровского регулирования и неоднократно являлась предметом переговоров сторон конфликта.

## Население
Согласно Переписи населения ПМР 2004 г. в Рогах проживали 770 человек (366 – мужчины, 404 – женщины), из указавших национальную принадлежность молдаване – 557 человек, русские – 15 человек, украинцы – 8 человек. На 1 января 2009 г. число дворов – 287. Перепись населения ПМР 2015 г. зафиксировала в селе 646 жителей (304 – мужчины, 342 – женщины), из указавших национальную принадлежность: молдаване – 557 человек, русские – 15, украинцы – 8 человек.
Самым титулованным уроженцем села Роги является Николай Георгиевич Таран (1960 г.р.) – известный молдавский ученый энолог, доктор наук в области виноградарства и виноделия. В 1998–2014 гг. он работал в качестве эксперта в секции «Энология» в Международной организации винограда и вина со штаб-квартирой в Париже. 

Николай Георгиевич создал научную школу в области энологии, опубликовал 685 научных работ, получил 70 патентов на изобретения в период 1998–2019 гг. на различных международных выставках по изобретениям, новой продукции и новым технологиям. Работы Н.Г. Таран получили 51 награду, в том числе 25 золотых медалей, 15 серебряных, 5 бронзовых и 6 специальных премий. Он обладатель различных званий (Почетное звание «Заслуженный деятель Республики Молдова», Почетный академик Румынской академии сельскохозяйственных и лесных наук) и наград (орден «Леонардо да Винчи» (Румыния), орден «За заслуги в изобретениях» (Бельгия), Золотая медаль Всемирной организации интеллектуальной собственности «Выдающийся изобретатель» (Швейцария), Золотая медаль Академии наук Румынии «Henri Coanda»).

## Социальная и непроизводственная сфера
В подчинении ПМР находятся в с. Роги:
- Сельский Совет – администрация села (Глава администрации села: Касьянов Л. В.),
- Отделение связи и интернет-коммуникаций «Интерднестрком» с. Роги (Стахова В. М.),
- ДОУ «Детский сад общеразвивающего вида „Орленок“» с. Роги (Гидиримская Л. Н.),
- Дом культуры  со своей автономной котельной и модерновой кровлей, концертным залом и танцевальной площадкой с самодеятельным музыкальным коллективом «Извораш», библиотекой и кабинетами для кружковой работы (Павлова Л.А.)[40][41],
- Фельдшерско-акушерский пункт с. Роги (Фёдорова О. А.),
- Централизованное водоснабжение, полноценная связь и электрические линии ПМР,
- Газифицикация и автономная котельная с 2009—2011 гг.[42].

## Достопримечательности
- Водопад и потрясающие виды на Днестр со скал вокруг села с площадками для полётов парапланеристов.
- Часть укреплений пограничной Линия Сталина 1926—1940 гг.
- В 12 км севернее с. Роги начинается приднестровский Ягорлык (заповедник)[43].

### Скальный монастырь села Роги во имясвятого Симеона Столпника
Впервые о монастыре сообщил ботаник А.К. Мейер, описавший в 1791 г. территорию Очаковской области. Его информация, опубликованная в 1794 г. в специальной научной монографии, до сих пор является важным источником о монастыре, хотя в ней есть ряд неточностей и преувеличений. В том же году, но, вероятнее всего, после А.К. Мейера, Очаковскую область описал военный инженер Ф.П. де Волан, который нанес монастырь на «Карту топографическую, изображающую область Озу или землю Очаковскую».
Надо сказать, что данные о монастыре второго автора по полноте значительно уступают описанию первого, тем более что А.К. Мейер посвятил 7 страниц книги только растительности местности, в которой он расположен. Следует учесть, что описание Ф.П. де Волана увидело свет более двух веков спустя после своего создания, а упомянутая карта не опубликована до сих пор. Важно, что и А.К. Мейер, и Ф.П. де Волан посетили монастырь во время его существования, хотя уже и не в «пещерной ипостаси».
Монастырь находился к западу от села, ниже по течению Днестра, ближе к селу Новая Маловата. Образование небольшого труднодоступного и удаленного от села скального православного монастыря во имя Симеона Столпника (день которого празднуется 1 сентября) было важной вехой в духовной истории села. В известняковых скалах были вырублены помещения церкви и трех аскетичных келий монахов-отшельников.
На стенах пещерных келий нанесены старинные христианские символы. До сих пор сохранились рисунки нескольких вырезанных крестов, но самые выразительные отмечены в помещении кельи – на стенах слева и напротив от входа. Первый из них является очень редким – шестиконечным перекрестным с косой верхней перекладиной на треугольной Голгофе, прямые аналогии которому ещё предстоит найти. Второй крест является типичным лапчатым, которые обычны для этого региона и широко датируются, вплоть до конца ХІХ ст. Более того, они часто встречаются на стенах пещерных монастырей Среднего Поднестровья, где могут датироваться до XVII в. и даже ранее. Здесь же вырезано ещё несколько крестов, в частности более узкий лапчатый, четырёхконечный на Голгофе, латинский с перекладиной, заканчивающейся двумя перекрестными крестами, а также ряд неидентифицированных символов.
Монастырь до сих пор не исследован учеными и точная дата его постройки не установлена, однако по предположениям, основанным на анализе некоторых типичных черт настенной символики, его появление относится к XVI-XVII вв. Монастырь мог быть основан и (или) возобновлен в 1710-х – начале 1730-х гг. Именно в это время Проилавская митрополия Константинопольской церкви под руководством митрополита Ионнакия, в которую входили приходы Северо-Западного Причерноморья, находящиеся на землях Порты Оттоманской и Крымского ханства, активизировала деятельность по расширению сферы своего влияния.
Эти данные не исключают упомянутой выше версии А.К. Мейера, что помещение церкви было вырезано раньше, чем келья. Что касается более поздних наземных хозяйственных и культовых строений Симеоновского монастыря, то из-за подъёма уровня Днестра плотиной Дубоссарской ГЭС в середине 50-х гг. прошлого века их остатки находятся не только под землей, но и под толщей воды на глубине не менее 14-15 м..

## Образ села в кинематографе, телевидении и литературе
В середине 70-х гг. XX в. на территории села были отсняты эпизоды молдавской национальной борьбы «трынта» из фильма «Кто кого» (1977, реж. А. Кодру). Жители села снимались в качестве массовки фильма.
В 2019 г. с. Роги и его окрестности стали основным местом съемок фильма «Молоко птицы» (2021, российская киностудия «Коктебель», режиссёр из Тирасполя Евгений Марьян). Для съемок в живописном месте с видом на реку Днестр был отстроен бутафорский дом. Впоследствии он стал местной достопримечательностью. В 2019 г. фильм взял главный приз на кинофестивале в Карловых Варах в номинации «Work in Progress». В 2021 г. фильм был номинирован в основной конкурсной программе «Кинотавра, 2021», но удостоился приза в номинации «Лучшая операторская работа» (оператор – Н. Желудович). Бутафорский дом с коллекцией предметов народного творчества и быта кинематографисты оставили в дар жителям села Роги. Работники местного Дома культуры дополнили его ещё интересными экспонатами народных умельцев и теперь тут проводят экскурсии.
Судьбы и быт роговчан периода 60–80-х гг. XX века описаны в книге уроженца села В.М. Касиянова «По волнам моей памяти».
Село Роги и его окрестности неоднократно становились локацией съемок телепередач приднестровского телевидения: «Вкусные путешествия», «В путь!» (Первый Республиканский канал) и «2 кадра» (ТСВ).
Бутафорский дом фильма «Молоко птицы», живописные виды долины Днестра, лавандовые плантации привлекают тысячи приднестровских и зарубежных туристов. В период пандемии COVID-19 и ограничений внешнего туризма село Роги стало одной из ключевых локаций внутреннего приднестровского туризма. 